# Horace Silver
Horace Silver (Norwalk, Connecticut, 1928. szeptember 2. – New Rochelle, New York, 2014. június 18.) amerikai dzsesszzongorista, zeneszerző.
Családja az egykor portugál gyarmat Zöld-foki szigetekről emigrált az Egyesült Államokba. Apja hegedűn, gitáron és mandolinon is játszott. 1950-ben Stan Getz fedezte fel teljesen egyéni, mindenkiétől eltérő hangzásvilágát.
Mások mellett legfontosabb partnere volt Oscar Pettiford és Art Blakey volt.
Első albuma a hard bop stílusteremtő lemeze.
Legismertebb munkái közé tartozik a Zöld-foki-szigetek népzenéjéből eredeztethető Song For My Father című szám.
Darabjai egy sor Miles Davis-albumon is hallhatóak.
Zenéjében a blues, a gospel, a zöldfoki-portugál népzene, a swing és a bebop, a funky és a soul hatása is tetten érhető.
Termékeny zeneszerző is volt.

## Diszkográfia
- Horace Silver Trio & Art Blakey + Sabu (1952)
- Horace Silver and the Jazz Messengers, Vol. 1 (1952)
- Horace Silver Trio, Vol. 1: Spotlight on Drums (1952)
- Horace Silver Trio, Vol. 2: Spotlight on Drums (1952)
- Introducing the Horace Silver Trio (1953)
- Horace Silver and the Jazz Messengers (1954)
- Horace Silver and the Jazz Messengers, Vol. 2 (1955)
- Silver’s Blue (1956)
- Sterling Silver (1956)
- 6 Pieces of Silver (1956)
- The Stylings of Silver (1957)
- Further Explorations by the Horace Silver Quintet (1958)
- Finger Poppin’ With the Horace Silver Quintet (1959)
- Blowin’ the Blues Away (1959)
- Horace-Scope (1960)
- Doin’ the Thing (At the Village Gate) (1961)
- The Tokyo Blues (1962)
- Paris Blues (1962)
- Silver’s Serenade (1963)
- Senor Blues (1963)
- Live (1964)
- Song for My Father (1964)
- Re-Entry (1965)
- Natives Are Restless Tonight (1965)
- The Cape Verdean Blues (1965)
- The Jody Grind (1966)
- Serenade to a Soul Sister (1968)
- You Gotta Take a Little Love (1969)
- That Healin’ Feelin’ (1970)
- Total Response (Phase I) (1970)
- In Pursuit of the 27th Man (1970)
- Total Response (Phase II) (1970)
- All (Phase III) (1972)
- Silver ‘n Brass (1975)
- Silver ‘n Wood (1975)
- Silver ‘n Voices (1976)
- Silver ‘n Percussion (1977)
- Silver ‘n Strings Play the Music of the Spheres (1978)
- Spiritualizing the Senses (1983)
- There’s No Need to Struggle (1983)
- Continuity of Spirit (1985)
- On Tour [live] (1986)
- Music to Ease Your Disease (1988)
- It’s Got to Be Funky (1993)
- Pencil Packin’ Papa (1994)
- Hard Bop Grandpop (1986)
- A Prescription for the Blues (1997)

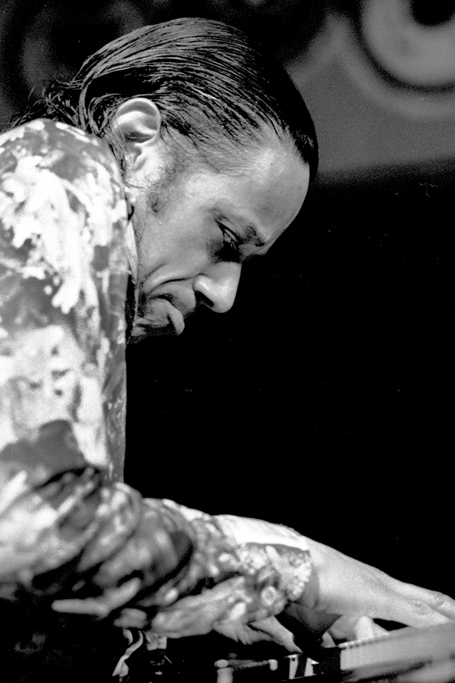

- Jazz Has a Sense of Humor (1999)
- Quicksilver (2002)
- Horace Silver Trio (2003)
- Rockin’ With Rachmaninoff (2003)
- Doodlin’ (2006)

## Érdekességek
- A legtöbb darabja saját szerzeménye volt.
- Fülbemászó témái remekül énekelhetők, nem véletlenül készítette 1994-ben csupa Silver-kompozícióból a „Love and Peace” című lemezét Dee Dee Bridgewater.